# Skweahm Indian Reserve 10
Skweahm Indian Reserve 10 är ett reservat i Kanada.   Det ligger i provinsen British Columbia, i den södra delen av landet, 3 500 km väster om huvudstaden Ottawa.
I omgivningarna runt Skweahm Indian Reserve 10 växer i huvudsak barrskog. Runt Skweahm Indian Reserve 10 är det ganska tätbefolkat, med 166 invånare per kvadratkilometer.